# Ноа Гордън
Ноа Гордън (на английски: Noah Gordon) е американски писател, автор на бестселъри в жанровете съвременен и исторически роман, свързани с лекарска тематика.

## Биография и творчество
Роден е на 11 ноември 1926 г. в Устър, Масачузетс, САЩ. Втори син на еврейското семейство на Робърт Гордън и Роуз Мелникоф. Има брат и сестра. Отбива военната си служба през 1945-1946 г., и понеже има очила и далтонизъм, е назначен на административна работа в Сан Франциско.
Първоначално учи медицина в Бостънския университет, но после се насочва към журналистиката. През 1950 г. завършва с бакалавърска степен по журналистика, а през 1951 г. с магистърска степен по английски език и творческо писане. На 25 август 1951 г. се жени за състудентката си Клер Лорейн Сий, с която имат три деца – Лиз Ан, Джейми Бет и Майкъл Сий.
След дипломирането си в периода 1951-1953 г. работи като младши редактор в издателство „Авон Буук“ в Ню Йорк, е в периода 1953-1956 г. е редактор на списание „Фокус“. В периода 1957-1959 г. е репортер в „Уорчестър Телеграм“ в Устър, Масачузетс, а през 1959-1963 г. е научен редактор в „Бостън Хералд“ в Бостън. Същевременно е и редактор на вестник „Коремни операции“, като присъства на много хирургични интервенции. През 1964 г. започва работа в „Opinion Publications“ във Фрамингам, Масачузетс, като от редактор бързо се издига до поста директор на компанията.
Докато работи в „Бостън Хералд“ се връща към мечтата си да бъде писател и публикува два романа за медицински сестри, които нямат успех. През 1963 г. излиза на свободна практика и пише за различни вестници и медицински списания.
През 1964 г. успява да подпише договор за първия си известен роман „Rabbi“ (Равинът), публикуван на следващата година. Той се основава на историята на собствената му фамилия. Ной става бестселър оставайки 26 седмици в списъка на „Ню Йорк Таймс“. Следващият му роман „Комитетът на смъртта“ го утвърждава като писател.
След двата романа семейството се мести в Ашфийлд, Масачузетс, където живеят до 1996 г., и където той пише следващите си романи.
През 1986 г. издава първия си роман „Лечителят“ от докторската фамилна сага „Коул“. Главният герой е англичанин от XI век, който специализира при Авицена в Персия, и се връща в родината си с най-прогресивната медицинска подготовка, но остава неразбран. По пътя за Персия, сред многото приключения, се отбива дори в Габрово и Трявна за среща с местните евреи. Книгата бързо става международен бестселър, предимно извън САЩ, и му носи световна известност. През 2013 г. „Лечителят“ е екранизиран в успешния едноименен филм с участието на Том Пейн, Стелан Скарсгард и Оливър Мартинес.
Втората част от трилогията, романът му „Shaman“, печели наградата „Джеймс Фенимор Купър“ през 1993 г.
Ноа Гордън живее със съпругата си във Фрамингам в старчески дом, на който е подарил своята библиотека.

## Произведения

### Самостоятелни романи
- Night Ward (1960)
- Bamboo Ward (1962)
- Rabbi (1965)
- The Death Committee (1969)
Комитетът на смъртта, изд.: „Делакорт“, София (1994), прев. Роза Григорова
- The Jerusalem Diamond (1979)
- The Last Jew (2000)
- The Winemaker (2012)
Майсторът на вино, изд.: „Гурме“, София (2016)

### Серия „Роб Джей Коул“ (Cole)
1. The Physician (1986)
Лечителят, изд.: „Златорогъ“, София (1998), прев. Вяра Стефанова
2. Shaman (1992)
3. Choices (1995) – издаден и като „Matters of Choice“

### Екранизации
- 2013 The Physician